# Let's Wait Awhile
Let's Wait Awhile är en låt framförd av Janet Jackson, inspelad till hennes tredje studioalbum Control (1986). Den släpptes av A&M Records den 6 januari 1987 som den femte singeln från albumet. "Let's Wait Awhile" skrevs och producerades av Jimmy Jam & Terry Lewis med ytterligare text av Melanie Andrews och Jackson. "Let's Wait Awhile" är en R&B- och pop-ballad. Inspiration till texten kom från Jacksons samtal med Andrews, sin närmsta vän. Andrews kände sig osäker på om hon just då i relationen med sin nya pojkvän ville ha sex med honom, varpå Jackson rådde henne att avvakta tills det kändes rätt.
Efter utgivningen var musikjournalister positiva och ansåg att texten var söt samtidigt som Jackson hyllades för sitt sångframförande. Låten prisades för sitt betydelsefulla budskap som kom precis i den inledande fasen av AIDS-krisen. I Jacksons hemland blev "Let's Wait Awhile" hennes näst mest framgångsrika musiksingel dittills i karriären. Den nådde andraplatsen på Billboard Hot 100 och på listan Adult Contemporary. Den blev hennes fjärde listetta på R&B-singellistan Hot Black Singles och förlängde därmed hennes rekord som den artist med flest listettor från ett och samma musikalbum.
I Storbritannien nådde låten tredjeplatsen på landets singellista, där Jackson även marknadsförde den med sitt första besök i musikprogrammet Top of the Pops i mars 1987. Låten nådde även fjärdeplatsen i Irland samt topp-40 på de flesta andra länders singellistor. Musikvideon som skapades för att marknadsföra "Let's Wait Awhile" regisserades av Dominic Sena och gästades av skådespelaren och stridskonstnären Taimak som spelade rollen som Jacksons pojkvän. Jackson har framfört låten på de flesta av sina konsertturnéer och har ofta hyllats för sitt sångframförande. "Let's Wait Awhile" har genom åren ofta samplats och nytolkats av artister. År 2005 rankades den i boken Rock Song Index: The 7500 Most Important Songs for the Rock and Roll Era av musikjournalisten Bruce Pollock.

## Bakgrund
År 1985 sparkade Jackson sin far som manager och anlitade istället John McClain, en vicepresident på A&M Records A&R-avdelning. Jacksons stundtals mycket strikta far, Joe Jackson, hade haft översyn och bestämmanderätten på hennes två första studioalbum, Janet Jackson (1982) och Dream Street (1984) som skapades innan Jackson ville bli sångerska. Albumen, båda kommersiella misslyckanden, bestod främst av tuggummipop och dömdes ut som omogna. Om beslutet att sparka sin far kommenterade Jackson: "Jag ville bara komma bort hemifrån och inte behöva jobba med min pappa. Det var ett av de svåraste besluten jag någonsin fattat, att berätta för honom att jag inte ville jobba med honom igen."
McClain introducerade Jackson för låtskrivar- och produktionsteamet Jimmy Jam & Terry Lewis, som tidigare varit bandmedlemmar i gruppen The Time och även skapat musik åt Prince. Jackson gillade förslaget att jobba med Jam och Lewis då hon ville bort från tuggummipoppen och istället ha en hårdare och funkigare stil likt den som Jam och Lewis gett sina tidigare samarbetspartners S.O.S. Band, Cherrelle och Alexander O'Neal. Efter att Control släppts i februari 1986, blev albumet en massiv kommersiell framgång som mottog flerfaldigt platinacertifikat samt genererade musiksinglarna "What Have You Done for Me Lately", "Nasty", "When I Think of You" och "Control" vilka alla nådde topp-fem på den prestigefyllda amerikanska singellistan Billboard Hot 100. Alla utom "When I Think of You" blev dessutom listettor på den amerikanska R&B-listan Hot Black Singles. Control blev en triumf för Jam och Lewis som tidigare begränsats av framgångar enbart på R&B-marknaden i USA. Det omskrevs av Black Enterprise som den mest storslagna albumlanseringen sedan Jacksons bror Michael levererade Thriller (1982). Jackson blev en frontfigur i den växande MTV-rörelsen med avancerad danskoreografi skapad av Paula Abdul och påkostade musikvideor.

## Utgivning och marknadsföring
A&M valde att ge ut "Let's Wait Awhile" som den femte musiksingeln från albumet. I USA skickades den till vuxenpopradio den 9 januari, till R&B-radio den 16 januari och slutligen till popradio den 23 januari. Billboard rapporterade den 24 januari att låten var den mest tillagda i R&B-radiostationers spellistor av alla nya singlar för veckan samt den näst-mest tillagda på popradio efter "Mandolin Rain" av Bruce Hornsby & the Range. Jackson framförde "Let's Wait Awhile" i det brittiska musikprogrammet Top of the Pops den 26 mars för att marknadsföra låten.
Musikvideon för "Let's Wait Awhile" regisserades av Dominic Sena och spelades in i New York City. Stridskonstnären och skådespelaren Taimak anställdes till att spela Jacksons pojkvän. Han erbjöds rollen av sin modellagentur som meddelade honom att Jackson kontaktat dem och önskade honom till rollen. Videon visar paret som beger sig ut på en romantisk kvällsdejt. Mot mitten av videon vill pojkvännen ta ett steg längre i relationen men Jackson vill vänta tills de båda är redo. Musikvideon gick in på femteplatsen på topplistan The R&B Video Chart sammansatt av R&B Report den 20 mars 1987. Efter sju veckor nådde den förstaplatsen i numret av tidningen daterat 4 maj.

## Koncept och inspelning
Trots att Jackson efterfrågat funkigare material blev hennes första samarbeten med Jam och Lewis två ballader – "Funny How Time Flies (When You're Having Fun)" och "Let's Wait Awhile". Den sistnämnda skrevs av Jam och Lewis samt Jackson och hennes då närmsta vän, Melaine Andrews, som följt med Jackson till Minneapolis där Control spelades in. Jackson inspirerades att skriva låten efter samtal med Melanie som var osäker på om hon ville ha sex med sin nya pojkvän. Jackson rådde Melanie att vänta tills hon kände sig redo och diskussionen blev sedermera låtens text. I en intervju kommenterade Jackson: "Jag talade till miljoner av unga individer som behöver uppmuntran att stanna upp och tänka istället för att agera, att pausa istället för att skynda." Jam sade: "Låtens tema var Jacksons ide. Hon är ingen att moralpredika. Hon säger inte åt någon hur de ska leva sina liv. Hon erbjuder bara sin åsikt. Control kom att bli känt för dess funkiga kompositioner i snabbt tempo men Jam och Lewis berättade för Billboard-journalisten Adam White år 1993 att de njöt av att skapa balladerna med Jackson:

"Hon är riktigt bra på att sjunga melodier. Nästan på sättet som saxofon och flöjt kan spela en melodi, kan hennes röst verkligen fungera på ett liknande vis. Därför försöker vi alltid skriva framträdande melodier på alla hennes låtar. 'Let's Wait Awhile' är ett exempel på riktigt bra melodier och harmonier och hon stod för all sång. Hon gjorde nästan all bakgrundssång. Hon har ett otroligt omfång och kan sjunga på sätt likt män skulle sjunga för att sedan leverera på alla höga partier också."

Utöver att sjunga huvud- och bakgrundssång spelade Jackson elektroniskt klockspel, Jam ansvarade för trumprogrammering, keyboardar, piano och slagverk. Lewis spelade också slagverk medan O'Nicholas Raths spelade två olika akustiska gitarrer– en med sex strängar och en med tolv strängar. Andrews bidrog med bakgrundssång på enstaka partier.

## Komposition och textanalys

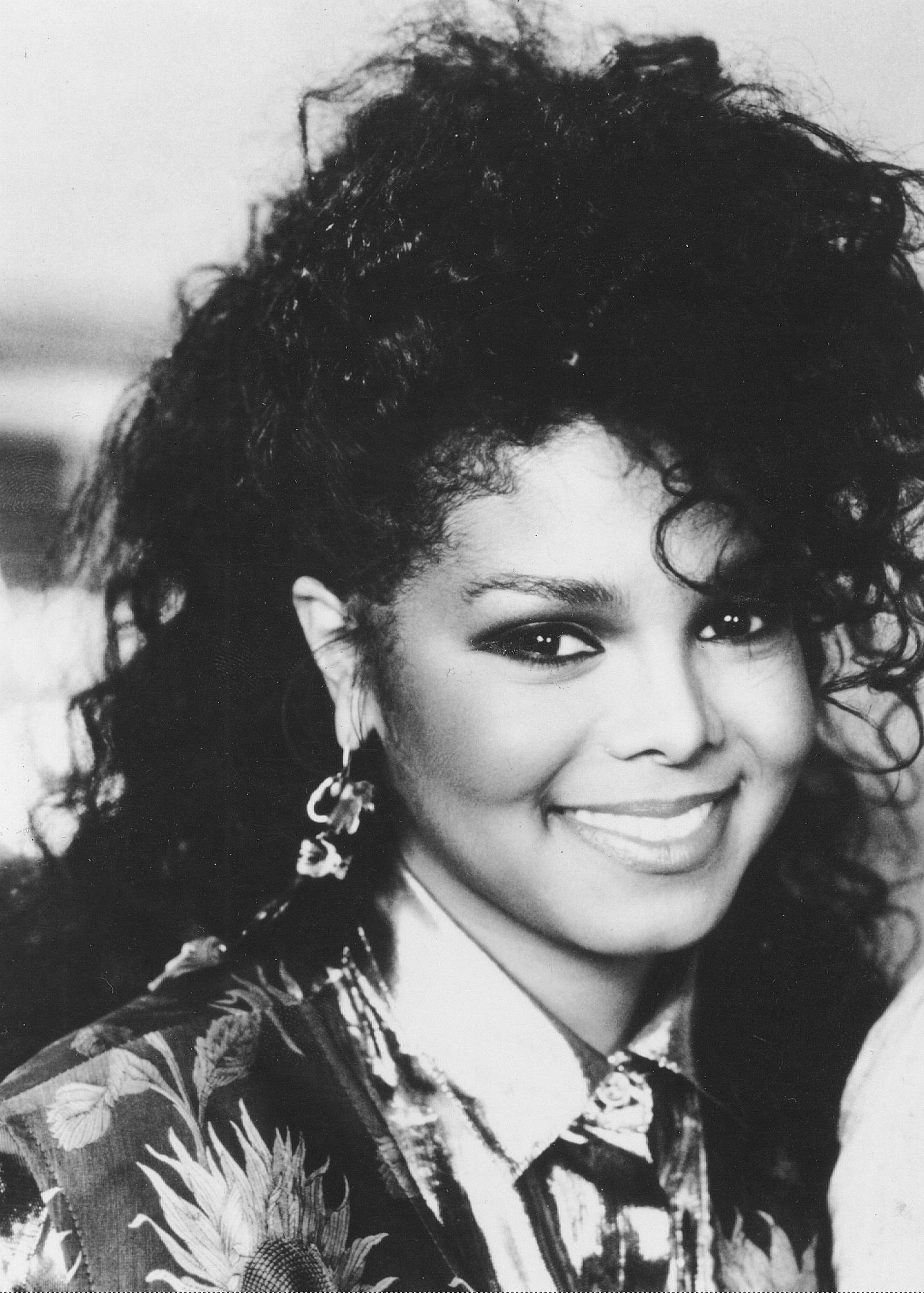
"Let's Wait Awhile" omskrevs som en förlaga till den sexuellt frigjorda Jackson som senare ofta vidrörde teman kring sex och erotik på låtar som "Someday Is Tonight" och "Any Time, Any Place".

"Let's Wait Awhile" är skriven i tonarten C-dur och har en speltid på fyra minuter och trettiosju sekunder (4:37). Den har ett långsamt tempo och utgår från 87 taktslag per minut. Jacksons röstspann sträcker sig från den låga tonen G3 till den höga tonen C5. I den sista refrängen ändrar kompositionen tonart upp en halvton till D-dur.
"Let's Wait Awhile" skildrar en ung kvinna som talar om för sin partner att hon vill att deras relation ska växa fram långsamt och att hon därför vill vänta med att ha sex. Albumism beskrev texten som en "söt och ärlig serenad" vilken musikjournalisten ansåg gav prov på framförarens tålamod och klarsynthet trots det lustfyllda ämnet. Jackson framhåller: "Let's wait awhile, before it's too late/ Let's wait awhile, before we go too far" innan hon vid låtens sista textverser lovar: "I’ll be worth the wait". Kenneth Partridge från Billboard kommenterade att texten passade i fler sammanhang, så som i den rådande AIDS-krisen men även resten av texterna på Control vars röda tråd var hur Jackson tog kontroll över sin konst och ekonomi och enligt Partridge, med "Let's Wait Awhile", nu även sin kropp.
I boken The Billboard Book of No. 2 Singles av författaren Christopher G. Feldman noterade han likheterna i låtens budskap och Jacksons karaktär Charlene i ett avsnitt av TV-serien Different Strokes från år 1982. I avsnittet befinner sig karaktären i dilemmat om hon ska ha sex med sin pojkvän för första gången eller inte. Hon bestämmer sig till sist för att inte ha det. Feldman konstaterade att nästan exakt fem år senare levererade Jackson samma beslut fast i musikformat. Även om texten förmedlade budskapet om fördelarna med att inte skynda i ett kärleksförhållande, menade Feldman att många tolkade att den handlade om att undvika sex innan giftermål. Han noterade även hur texten likväl kunnat avhandla Jacksons egna förhållande med James DeBarge och hur hon skyndat sig in i ett äktenskap med honom några år tidigare, vilket till sist resulterade i att det ogiltighetsförklarades.
"Let's Wait Awhile" har omskrivits som en föregångare till den sexuellt frigjorda Jackson som första gången gjorde entré på låtarna "Someday Is Tonight" och "Love Will Never Do (Without You)" från albumet Janet Jackson's Rhythm Nation 1814 (1989). Den förstnämnda låten beskrevs som en fortsättning på "Let's Wait Awhile" och i vilken hon var redo att gå steget längre i relationen medan "Love Will Never Do (Without You)" bredde vägen åt den erotik som skulle komma att definiera Jacksons senare karriär. På albumet Janet (1993) kretsade fortsättningsvis ett flertal låtar kring sex och erotik, något som skapade kontrovers och negativa motreaktioner men också omskrevs som ett vågat artistiskt uttryck som inspirerade kvinnor att vara stolta över sin sexualitet. På albumet 20 Y.O. (2004) skapades albumspåret "With U" som en till uppföljare till "Let's Wait Awhile". Låten, producerad av Jermaine Dupri, beskrev ett "förvirrat" känslotillstånd som infann sig efter att ett par beslutat sig för att ha sex för första gången.

## Mottagande
Efter utgivningen av Control fick Jam, Lewis och Jackson beröm från lärare runtom i USA som använde "Let's Wait Awhile" som en del i sexualundervisningen och för att illustrera för studenter att man inte var tvungna att ha sex. I en intervju med Billboard kommenterade Jam: "Under skapandet tänkte vi inte på att vi sände ut något specifikt budskap. För oss var det mer en kärlekslåt. Den tolkades kanske på ett sätt som vi inte räknat med. Det är en väldigt simpel kärlekslåt som säger 'vi väntar. Jag ska ingenstans, så vi tar tid på oss.' Texten var Janets koncept och vi formade musiken utefter det. Ibland får musik en djupare betydelse och det är såklart fantastiskt att associeras med något sådant." I USA inträffade utgivningen av låten i det tidiga skedet av AIDS-epidemin och den ansågs därför ha ett betydelsefullt budskap till ungdomar och unga vuxna. Den blev sedermera även känd som en hymn för säkrare sex.

### Kritikers respons
"Let's Wait Awhile" fick mestadels positiv kritik från musikjournalister. Cash Box kommenterade: "Den här veckans höga debut är ett tecken på Jacksons fortsatta kärleksaffär med radio. Den första balladen att släppas från Control är det logiska valet som uppföljare till raden av akrobatiska danshits. Jacksons sexiga, oskyldiga sång är vad som säljer låten och ger prov på hennes styrka som sångerska." Rob Yardumian från samma tidskrift ansåg att låtens budskap till Jacksons unga, mestadels kvinnliga målgrupp var uppfriskande i jämförelse till samtidens överdrivet promiskuösa popmusik. Ed Hogan från Allmusic ansåg att låten var ett "sött, mjukt steg bort från de hårdare och funkigare tidigare singlarna 'What Have You Done for Me Lately', 'Nasty' och 'Control'." Eric Henderson från Slant Magazine hyllade hur Jacksons "skälvande försiktighet" passade utmärkt på "avhållsamhets-hymnen 'Let's Wait Awhile'" och ansåg därtill att låten hade varit ett perfekt avslut på albumet. Nelson George från Billboard lyfte fram låten som en av albumets höjdpunkter och beskrev den som "varsam". Danyel Smith från Vibe Magazine prisade låten och skrev: "På den varsamma balladen förmedlar Jacksons trevande, tveksamma sångframförande all den oro och förundran som känns igen av alla unga kvinnor på väg att förlora sin oskyldighet." Wendy Robinson från Popmatters prisade låten för att den gav prov på Jacksons förmåga att "kombinera en utsökt melodi och betydelsefullt budskap". Nick Levine, en skribent för Digital Spy ansåg att den "till synes smöriga 1980-tals balladen" hade ett betydelsefullt budskap.
I maj år 2023 rankade Peter Piatkowski från Popmatters "Let's Wait Awhile" på plats 28 i listan över Jacksons 35 bästa låtar i karriären. Piatkowski kommenterade: "Efter Janet år 1993 var Jacksons sexualitet en framträdande del i hennes personlighet och musik. Så den här söta balladen om att avstå sex skär sig lite jämsides med hennes övriga popsymfonier. Men det är samtidigt fröjden med att lyssna på hennes musikkatalog: att bevittna hennes utveckling."

### Kommersiell respons

#### USA

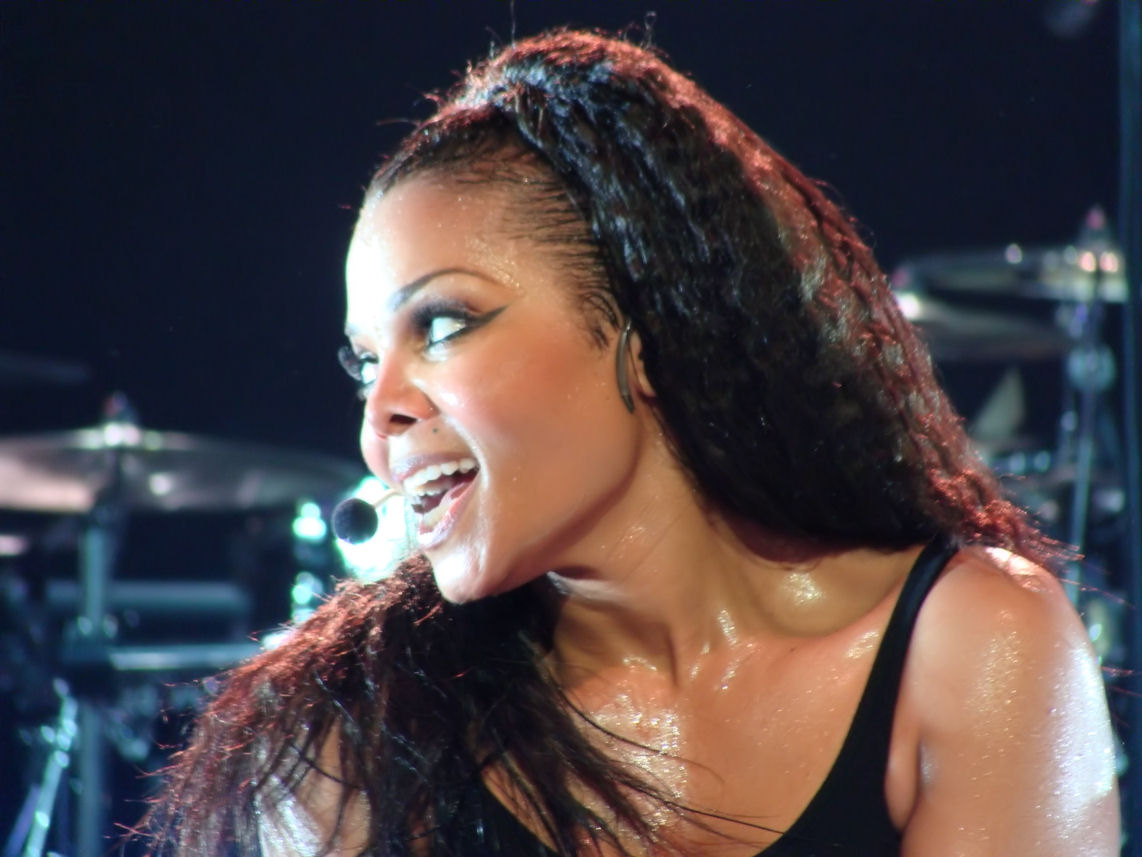
"Let's Wait Awhile" nådde andraplatsen på singellistan Billboard Hot 100 och blev vid tidpunkten Jacksons näst-största singelframgång. Jackson fick sin nästa andraplatsnotering 1989 med "Rhythm Nation" (på bilden: Jackson, 2011).

"Let's Wait Awhile" gick in på amerikanska mainstreamlistan Billboard Hot 100 medan föregångaren "Control" fortfarande klättrade på den. Under två veckors tid uppehöll sig låtarna samtidigt inom topp-40. Den 7 februari nådde "Let's Wait Awhile" plats 36 tack vare draghjälp från extra stor popularitet i amerikanska städer som Miami, San Francisco, San Diego, San Jose, Kalifornien och Detroit där den redan var topp-20. Efter tio veckor nådde "Let's Wait Awhile" andraplatsen på listan, vilket blev dess topposition. Den blev Jacksons näst framgångsrikaste musiksingel fram till dess i karriären efter "When I Think of You". Feldman noterade att låtens mjukare och lugnare sound resonerade med äldre musikkonsumenter vilket gjorde att den även intog andraplatsen på vuxenpop-listan Adult Contemporary. På R&B-listan Hot Black Singles som Jackson gjort succé på med de tidigare musiksinglarna från Control, gick "Let's Wait Awhile" in på plats 76 den 24 januari. Den noterades på plats 47 den 31 januari och gick in på topp-tio den 28 februari. Den 14 mars blev den Jacksons fjärde listetta och förlängde därmed hennes rekord som den artist med flest listettor på R&B-listan från ett och samma album.
I den konkurrerande musiktidningen Cash Box gick "Let's Wait Awhile" in på plats 61 på singellistan Top 100 Singles den 24 januari och fick utmärkelsen "Chartbreaker": veckans högsta debut. Den gick även in på plats 82 på R&B-listan Top B/C Singles. Följande vecka klättrade den till plats 44 respektive 54 på Top 100 Singles och Top B/C Singles, vilket var veckans största ökning i popularitet av alla musiksinglar i USA. Den 7 mars klättrade "Let's Wait Awhile" från tolfte- till tredjeplatsen på Top B/C Singles och nådde slutligen förstaplatsen den 14 mars. På listan Top 100 Singles noterades låten till sist på tredjeplatsen den 21 mars. På R&B-singellistan sammansatt av tidskriften R&B Report nådde låten andraplatsen, blockerad av Club Nouveaus "Lean On Me". Den nådde även tiondeplatsen på tidningens lista för quiet storm-musik, The Quiet Storm Chart.

#### Övriga musikmarknader
I Kanada noterades "Let's Wait Awhile" för första gången den 7 februari på plats 93 på landets singellista sammansatt av RPM. Den 7 mars nådde den topp-40 på listan och nådde till sist elfteplatsen den 4 april, vilket blev låtens toppnotering. Den behöll placeringen i ytterligare en vecka. Låten låg två veckor som etta på landets singellista för vuxenpop, med start den 4 april.
I Europa nådde "Let's Wait Awhile" plats 11 på European Hot 100 Singles i numret av Music & Media daterat den 9 maj 1987. Låten hade varierande framgångar på världsdelens nationella singellistor. I Storbritannien nådde "Let's Wait Awhile" tredjeplatsen på UK Singles Chart en månad efter utgivningen och låg sammanlagt i tio veckor på topplistan. Den blev Jacksons tredje topp-tre singel i landet och hennes mest framgångsrika fram till dess följt av "What Have You Done for Me Lately". Den mottog ett silvercertifikat av British Phonographic Industry (BPI) den 1 april 1987 vilket indikerade 250 000 exemplar i landet. I Irland nådde "Let's Wait Awhile" fjärdeplatsen på landets singellista sammansatt av Irish Recorded Music Association (IRMA). Den nådde topp-20 i Belgien, Island och Nederländerna samt topp-40 i Schweiz och Västtyskland. I Oceanien nådde den plats 21 i Australien och plats 26 i Nya Zeeland.

## Liveframträdanden
Jackson har framfört "Let's Wait Awhile" på de flesta av sina konsertturnéer, med start på Rhythm Nation 1814 Tour år 1990. Den inkluderades på Janet World Tour under åren 1993-95. Enligt Greg Kot från Chicago Tribune framförde hon den på ett vis som befäste hennes position som ledare för kvinnlig pondus och styrka. Under The Velvet Rope Tour år 1998 framförde hon låten sittandes på en stol tillsammans med en gitarrist. Ett medley den 11 oktober 1998 vid Madison Square Garden i New York City sändes på TV med titeln The Velvet Rope: Live in Madison Square Garden av HBO. Uppträdandet inkluderades även på DVD:n The Velvet Rope: Live in Concert (1999).

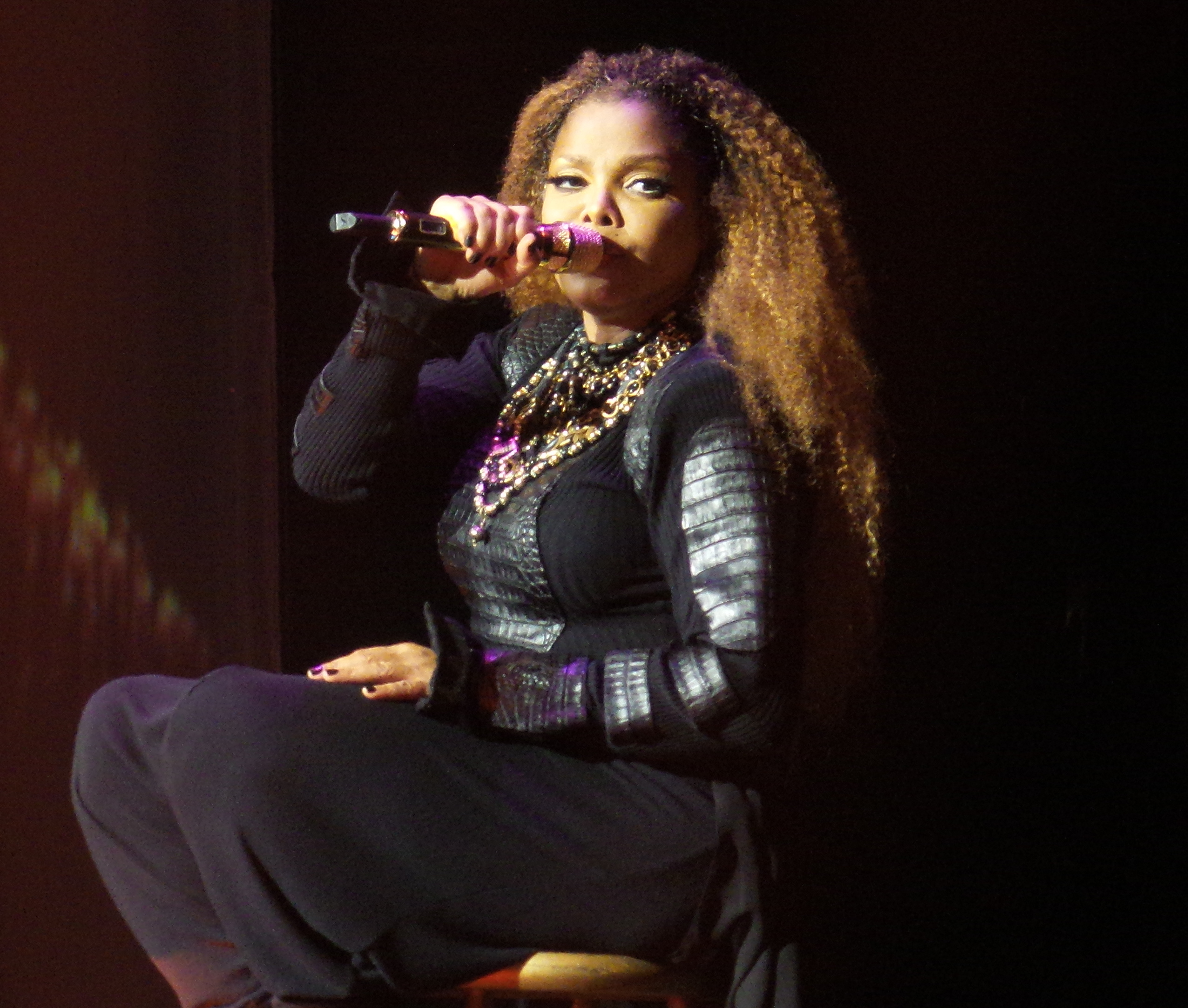
Jackson under ett framförande av "Let's Wait Awhile" på Unbreakable World Tour (2011).

Jackson inkluderade "Let's Wait Awhile" på sin All for You Tour som pågick år 2001 och 2002. Denise Sheppard från Rolling Stone beskrev numret som "tillbakalutat" och kommenterade: "Utan tvekan kom kvällens finaste och mest känslosamma tillfälle helt utan förvarning 45 minuter in i konserten. Det var första gången det kom en paus i den actionspäckade underhållningen, inga bakgrundsdansare, ingen musik och kamerorna fångade närbild på en genuint glad Jackson — varpå publiken reagerade med en fem minuter lång stående ovation. Märkbart rörd och chockad av den oväntade publikreaktionen utbrast hon: 'Jag älskar er så mycket Vancouver. Tack så mycket'." Den sista konserten den 16 februari 2002 vid Aloha Stadium i Hawaii sändes på HBO. Showen gavs ut på DVD:n Janet: Live in Hawaii år 2002.
Hon inkluderade "Let's Wait Awhile" på låtlistan till konsertturnén Rock Witchu Tour år 2008. Phil Gallo från Variety prisade hennes sång medan Marsha Lederman från The Globe and Mail ansåg att numret var "en aning skakigt, hon verkade kämpa för att hitta rätt toner och tvingades ta handen mot [hörsnäckan]." På nästföljande konsertturné, Number Ones: Up Close and Personal, bar Jackson en diamantutsmyckad, lavenderfärgad klänning och framförde "Let's Wait Awhile" i ett medley tillsammans med "Nothing" och "Come Back to Me". Annabel Ross från Everguide kommenterade numret och imponerades över Jacksons höga toner. Joanna Chaundy från The Independent ansåg att numret var kvällens höjdpunkt då det var tidigt in i konserten och Jacksons sångröst fortfarande var i toppform. Låten inkluderades även på konsertturnén Unbreakable World Tour. Thomas Kintner från Hartford Courant noterade: "Även om sången inte är den mest sinnesväckande delen av hennes artisteri, skapade den små utbroderade toner som kompletterade hennes redan trevliga grundtoner." "Let's Wait Awhile" inkluderades på Jacksons State of the World Tour i form av en mellanakt i videoformat. Hon inkluderade låten på sin Las Vegas-show Janet Jackson: Metamorphosis samt på konsertserien Janet Jackson: A Special 30th Anniversary Celebration of Rhythm Nation år 2019. På Janet: Together Again Tour år 2024 inkluderade Jackson låten i ett medley tillsammans med "Come Back to Me".

## Arv och coverversioner
Då "Let's Wait Awhile" blev den fjärde listettan på amerikanska R&B-listan för Jackson blev den betydelsefull för hennes karriär. I en intervju med Billboard år 1993 kommenterade Jam: "Folk ser på den som en milstolpe i Janets karriär. Den var definitivt det för våra karriärer, för vi kände att vi kunde jobba på det sättet vi velat jobba på. Även om vi hade haft hits innan så var de alltid inspelade någon annanstans– vissa i Atlanta, vissa i Los Angeles. Det blev en ny början för oss där vi kände att vi kunde spela in musik där vi ville." År 2005 rankades låten i Rock Song Index: The 7500 Most Important Songs for the Rock and Roll Era av musikjournalisten Bruce Pollack.

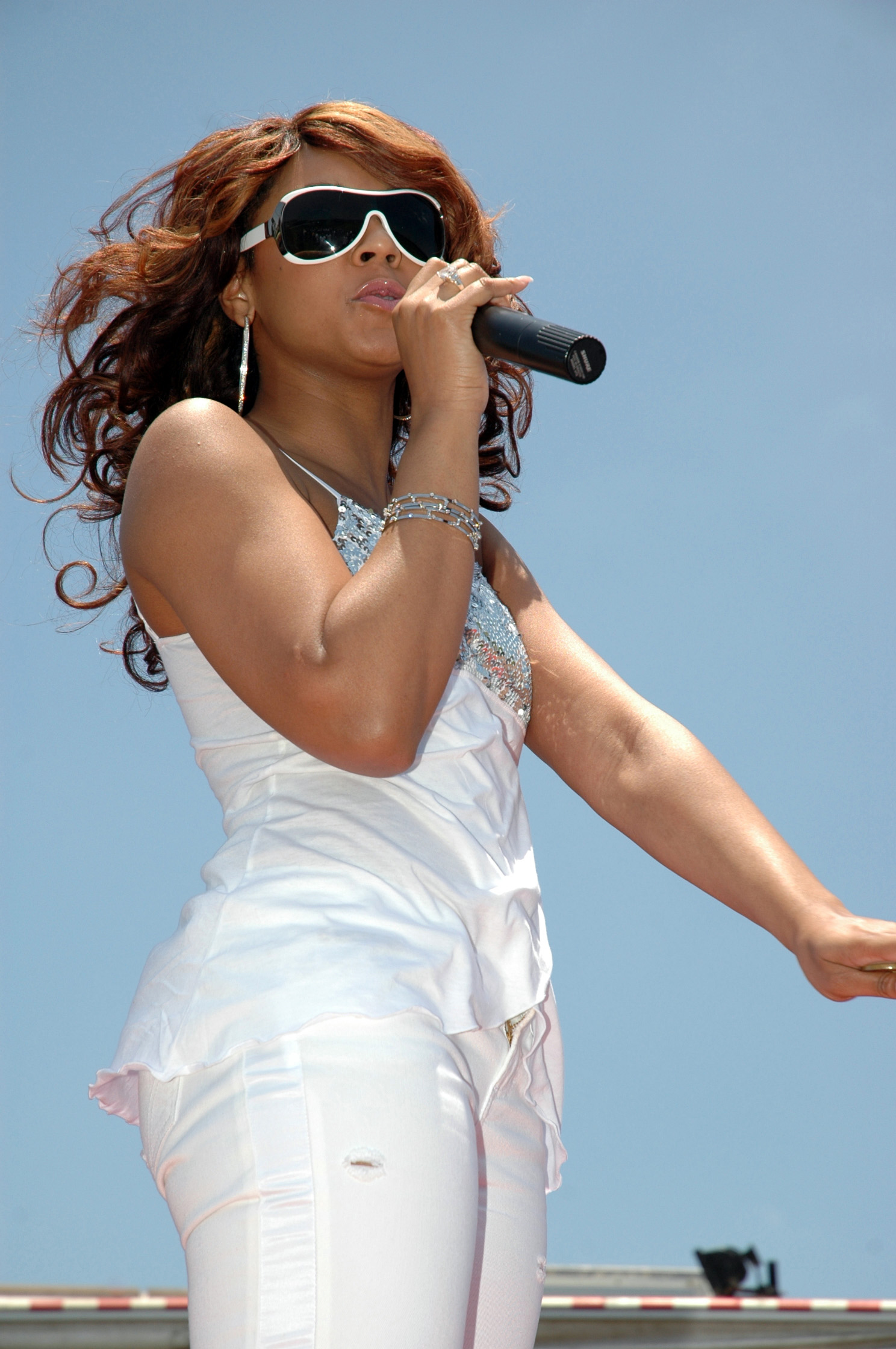
Ashanti återanvände refrängen av "Let's Wait Awhile" på Big Puns musikalbum Endangered Species.

År 1987 inkluderades låten på soundtracket till den brasilianska telenovelan Brega e Chique. Nästkommande år spelade smooth jazz-gitarristen Paul Jackson Jr. in en cover av låten på hans musikalbum I Came to Play. År 1989 spelade jazz-saxofonisten Nelson Rangell in en cover som inkluderades på hans Playing for Keeps. År 1990 spelade sångerskan Cass Phang in sin version till hennes debutalbum With Love. År 1994 spelade Booker T. & The M.G.s in en instrumentalversion av "Let's Wait Awhile" som inkluderades på deras That's the Way It Should Be. År 2001 återanvändes refrängen av Ashanti på "How We Roll '98", hennes samarbete med Big Pun som inkluderades på Big Puns musikalbum Endangered Species. Samma år framförde Destiny's Child låten live under en hyllning till Jackson i MTV:s TV-special MTV Icon. År 2002 spelade smooth jazz-gitarristen Norman Brown låten på hans album Just Chillin. Matt Collar från Allmusic beskrev Browns version som en höjdpunkt på albumet. År 2005 spelade Ilona Irvine in en cover till samlingsalbumet Island Soul: A Way of Life, Vol. 1. År 2007 spelade den filippinska sångerskan Nikki Gil in en cover av låten. Refrängen av "Let's Wait Awhile" återanvändes av Melody Thornton på Jibbs musiksingel "Go Too Far". År 2013 inkluderade Justin Timberlake en bit av låten på hans konsertturné The 20/20 Experince World Tour. År 2014 framförde karaktärerna Amber Riley och Kevin McHale deras cover av låten i Glee-avsnittet "Tested".

## Format och låtlistor
Enligt Discogs finns det 26 utgivningar av "Let's Wait Awhile". Nedan listas ett urval som ej är identiska.
| 1. | "Let's Wait Awhile" (Remix) |               | 4:30 |
| 2. | "Pretty Boy"                | Jesse Johnson | 4:23 |

| 1. | "Let's Wait Awhile" (Remix)               | 4:58 |
| 2. | "Nasty" (Cool Summer Mix Part One - Edit) | 4:08 |
| 3. | "Nasty"                                   | 3:43 |
| 4. | "Control"                                 | 3:26 |

| 1. | "Let's Wait Awhile" (Remix)       | 4:58  |
| 2. | "Nasty" (Cool Summer Mix Part I)  | 7:57  |
| 3. | "Nasty" (Cool Summer Mix Part II) | 10:09 |

## Medverkande
Information hämtad från Discogs
- Janet Jackson – sång, bakgrundssång, producent, arrangemang (sång, rytmer)
- James Harris III – producent, låtskrivare, arrangemang (sång, rytmer)
- Terry Lewis – producent, låtskrivare, arrangemang (sång, rytmer)
- Melanie Andrews – låtskrivare, arrangemang (sång)
- Steve Hodge – producent (remix)
- John McClain – chefsproducent
- Eddie Wolfl – fotografi

## Topplistor
| Lista (1987)                       | Topplacering |
| ---------------------------------- | ------------ |
| Australien (Kent Music Report)     | 21           |
| Belgien (Ultratop 50 Flandern)     | 15           |
| Europa (European Hot 100 Singles)  | 11           |
| Island (Ríkisútvarpið)             | 13           |
| Irland (IRMA)                      | 4            |
| Kanada Top 100 Singles (RPM)       | 11           |
| Kanada Adult Contemporary (RPM)    | 1            |
| Nederländerna (Dutch Top 40)       | 16           |
| Nederländerna (Single Top 100)     | 13           |
| Nya Zeeland (Recorded Music NZ)    | 26           |
| Schweiz (Schweizer Hitparade)      | 27           |
| Storbritannien (UK Singles Chart)  | 3            |
| USA Billboard Hot 100              | 2            |
| USA Hot Black Singles (Billboard)  | 1            |
| USA Adult Contemporary (Billboard) | 2            |
| USA Cash Box Top 100 Singles       | 3            |
| USA Top B/C Singles (Cash Box)     | 1            |
| USA R&B Chart (R&B Report)         | 2            |
| USA Quiet Storm Chart (R&B Report) | 10           |
| Västtyskland (GfK)                 | 34           |

| Lista (1987)                       | Topplacering |
| ---------------------------------- | ------------ |
| Kanada Top 100 Singles (RPM)       | 73           |
| Nederländerna (Single Top 100)     | 72           |
| Storbritannien (Gallup)            | 37           |
| USA Billboard Hot 100              | 48           |
| USA Adult Contemporary (Billboard) | 36           |
| USA Hot Black Singles (Billboard)  | 42           |
| USA Cash Box Top 100 Singles       | 35           |

## Certifikat och försäljning
| Storbritannien (BPI)            | Silver | 250 000^ |
| ^siffror baserade på certifikat |        |          |

## Utgivningshistorik
| Land           | Datum           | Utgåva     | Format                                  | Skivbolag    | Ref.           |
| -------------- | --------------- | ---------- | --------------------------------------- | ------------ | -------------- |
| USA            | 9 januari 1987  | Radio Edit | Radio                                   | A&M          | [ 101 ]        |
| USA            | 16 januari 1987 | Radio Edit | Radio                                   | A&M          | [ 102 ]        |
| USA            | 23 januari 1987 | Radio Edit | Radio                                   | A&M          | [ 103 ]        |
| Storbritannien | 9 mars 1987     | Remix      | 7" vinyl Limited Edition (Picture Disc) | A&M Breakout | [ 49 ] [ 104 ] |
| Tyskland       | 17 mars 1987    | Remix      | 7" vinyl                                | A&M          | [ 105 ]        |